# Premio Caterina Tomassoni e Felice Pietro Chisesi
Il premio Fondazione Sapienza Caterina Tomassoni e Felice Pietro Chisesi è assegnato dalla Fondazione Roma Sapienza a scienziati di ogni nazionalità che si sono distinti nel settore della fisica, su indicazione di una Commissione nominata dal Dipartimento di Fisica della Sapienza Università di Roma. Istituito nel 2001, fino al 2012 era assegnato ogni uno o due anni e suddiviso in due premi distinti, ciascuno con una dotazione di 38.000 euro:
- premio Felice Pietro Chisesi e Caterina Tomassoni
- premio Caterina Tomassoni e Felice Pietro Chisesi

I premi sono intitolati a Caterina Tomassoni e Felice Pietro Chisesi, due cognati che con una donazione testamentaria al dipartimento di fisica dell'università La Sapienza assicurarono la disponibilità economica per il finanziamento.
Dal 2013 il premio è stato unificato con il nome attuale ed è assegnato in aprile di ogni anno, con una dotazione di 40.000 euro. I premiati ricevono inoltre un rimborso spese per il ritiro del premio e un certificato in cui vengono descritte le motivazioni. Dal 2018 è stato nuovamente scomposto in due premi, uno riservato a scienziati sopra i 40 anni di età, e uno riservato agli scienziati con meno di 40 anni.

## Lista dei premiati
- 2001   Serge Haroche e Ignazio Ciufolini
- 2003   Pierre Encrenaz e Lisa Randall
- 2004   Till Kirsten e Federico Capasso
- 2005   Igor Dmitriyevich Novikov e Piero Zucchelli
- 2006   Wolfgang Götze e Savas Dimopoulos
- 2008   Edward Lorenz e Gerald Gabrielse
- 2009   Gabriele Veneziano e Thomas Ebbesen
- 2010  Massimo Inguscio e Alex Zunger
- 2011  Paul Linford Richards e Herbert Spohn
- 2013  Alain Aspect
- 2014  Igor Klebanov
- 2015  Charles L. Bennett
- 2016  Adalberto Giazotto
- 2017  Fabiola Gianotti
- 2018  Philip Kim e Scott Aaronson
- 2019  Giulia Galli e Alexander Szameit
- 2020  Jo Dunkley e Karoline Schäffner
- 2021  Michele Vendruscolo e Zohar Komargodski